# 베이커가

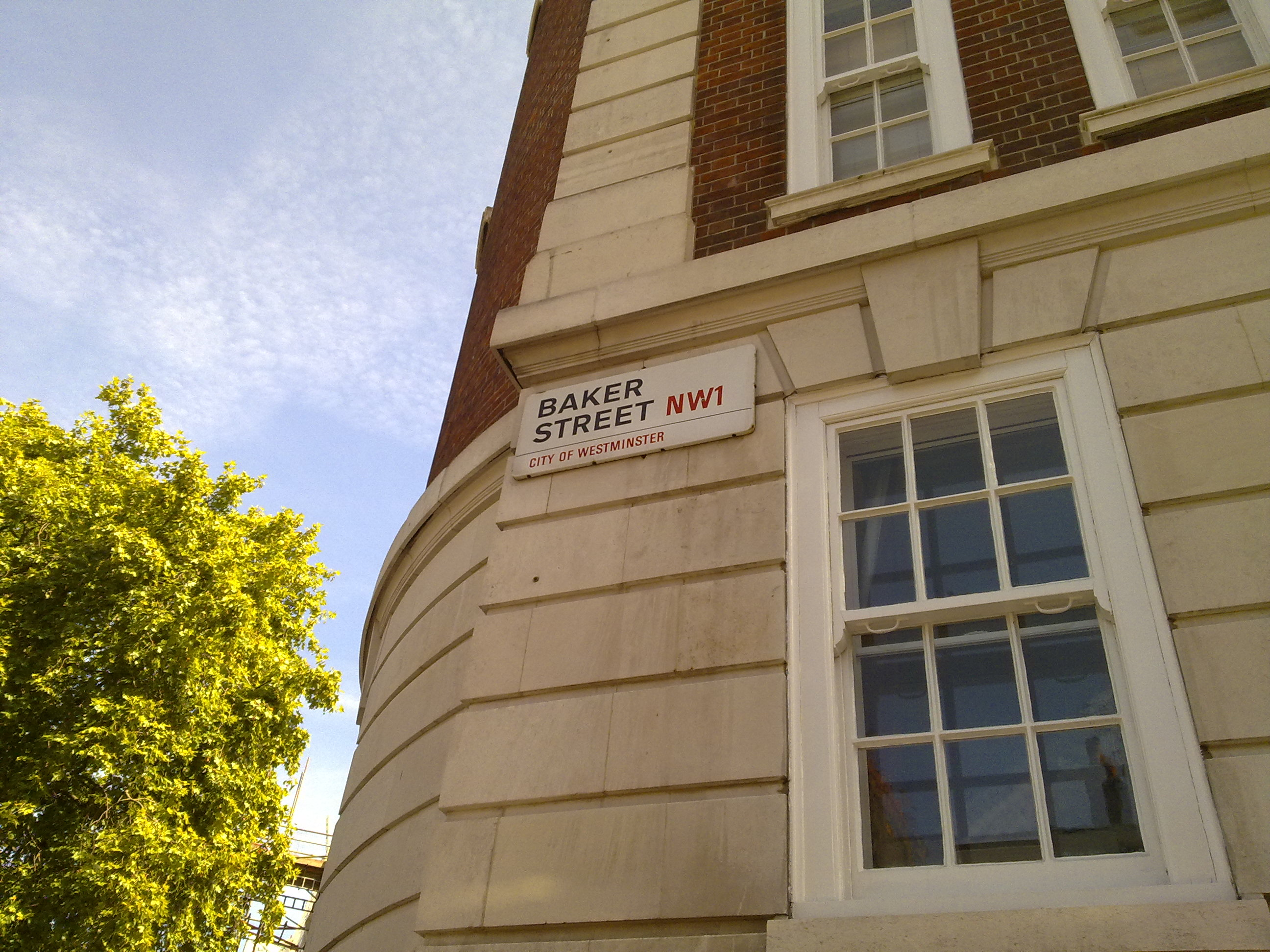

베이커가(베이커街, 영어: Baker Street)는 런던 시티오브웨스트민스터 메릴본에 있는 남북 방향의 거리이다. 거리의 이름은 18세기에 거리를 부설한 건축가 윌리엄 베이커(William Baker)의 이름을 따서 지어졌다. 221B 베이커 가에 거주한다고 설정되어 있는 가상의 탐정 셜록 홈즈와 관계가 깊은 거리로 유명하다. 원래는 고급 주택지였지만, 현재는 주로 상업 시설이 늘어서 있다.